# Hosingen
Hosingen (en idioma luxemburgués: Housen) es una comuna del norte de Luxemburgo.
Según el censo del año 2005 tiene 761 habitantes.
- Wikimedia Commons alberga una categoría multimedia sobre Hosingen.

- Datos: Q1333496
- Multimedia: Hosingen / Q1333496